# Ferdinand Tomášik
Ferdinand Tomášik (4. ledna 1929 – 26. května 2019) byl slovenský a československý politik, poúnorový poslanec Národního shromáždění ČSR a Národního shromáždění ČSSR a normalizační poslanec Sněmovny lidu a Sněmovny národů Federálního shromáždění za Stranu slobody.

## Biografie
Ve volbách v roce 1954 byl totiž zvolen do Národního shromáždění za Stranu slobody ve volebním obvodu Modrý Kameň-Zvolen. Mandát obhájil ve volbách v roce 1960 (nyní již jako poslanec Národního shromáždění ČSSR za Středoslovenský kraj) a ve volbách v roce 1964. V Národním shromáždění zasedal až do konce jeho funkčního období v roce 1968.
K roku 1954 se profesně uvádí jako řidič na Okresním inspektorátu Státního požárního dozoru v obci Modrý Kameň. K roku 1968 se uvádí jako tajemník Krajského výboru Strany slobody, bytem Žiar nad Hronom.
V politické kariéře pokračoval i po invazi vojsk Varšavské smlouvy do Československa za normalizace. Po federalizaci Československa usedl roku 1969 do Sněmovny lidu Federálního shromáždění (volební obvod Žiar nad Hronom). Mandát obhájil ve volbách v roce 1971 (nyní již jako poslanec sněmovny národů zvolený ve Středoslovenském kraji), volbách v roce 1976 (volební obvod Veľký Krtíš) a volbách v roce 1981 (opět volební obvod Veľký Krtíš). V parlamentu zasedal do konce funkčního období, tedy do voleb v roce 1986.